# Chryzostom Jaskólski
Chryzostom Jaskólski herbu Leszczyc – kasztelan santocki w latach 1649–1653, pisarz grodzki poznański w 1646 roku.
Poseł na sejm 1646 roku. W 1648 roku był elektorem Jana II Kazimierza Wazy z województwa poznańskiego. W czasie elekcji 1648 roku został sędzią generalnego sądu kapturowego. 